# Ormea
Pour les articles homonymes, voir Willem Ormea et Roc d'Orméa.
Ormea (en français Ormèe) est une commune de la province de Coni dans le Piémont en Italie.

## Administration
| Période                                  | Période  | Identité         | Étiquette | Qualité |
| ---------------------------------------- | -------- | ---------------- | --------- | ------- |
|                                          | En cours | Giorgio Ferraris |           |         |
| Les données manquantes sont à compléter. |          |                  |           |         |

### Hameaux
Viozene (en vivaro-alpin Viosena), Chionea, Ponte di Nava, Bossieta, Prale, Barchi, Eca, Albra, Villaro, Valdarmella, Chioraira, Quarzina, Porcirette Sottane, Porcirette Soprane.

### Communes limitrophes
Alto, Armo, Briga Alta, Caprauna, Cosio di Arroscia, Frabosa Soprana, Garessio, Magliano Alpi, Nasino, Pornassio, Roburent, Roccaforte Mondovì